# 嶋津雄大
嶋津 雄大（しまづ ゆうだい、2000年3月28日 - ）は、日本の陸上競技選手。専門種目は長距離走。東京都町田市出身。創価大学文学部卒業。GMOアスリーツ所属。

## 経歴
中学校は町田市立堺中学校、高校は若葉総合高等学校出身。

### 中学時代
東京都中学校駅伝競走大会の2区と4区に出場。

### 高校時代
インターハイには5000mで出場するも予選落ち。
第52回青梅マラソンの10キロの部男子高校生で1位になった。

### 大学時代
2年次の箱根駅伝では10区を走り、初出場ながら区間新記録の走りを見せ、総合9位に入り創価大史上初のシード権獲得に大きく貢献した。
3年次の箱根駅伝では当日変更で4区を走り、2位で受けた襷をトップに押し上げ、史上初の往路優勝に大きく貢献した。その後創価大は9区までトップを独走していたが、最終10区で3分19秒差を逆転されてしまい惜しくも総合優勝は逃す。ただ、総合2位はこれまでの最高順位を大きく上回る結果となり、大健闘を見せた。
4年次では出雲駅伝に初出場。6区を担当し7位で襷を受ける。6位の帝京大・中村風馬をかわすも、駒澤大・田澤廉に抜かれ結果的に順位を上げることはできず。区間順位も9位にとどまった。
箱根駅伝では3年次と同様に4区を走り、11位で受けた襷を5位まで押し上げ、自身も2度目となる区間賞を獲得した。チームは3年連続のシード権獲得となる、総合7位。なお、休学期間があるため4年次で卒業とならず、また4回走っていないことから在学5年目となる2022年度も箱根駅伝に出場が可能。
5年次の出雲駅伝では2年連続で6区に出走し、前回と同じく7位で襷を受ける。5km過ぎに6位の法政大をかわすと、8km過ぎには5位の順天堂大・四釜峻佑に追いつき並走状態に。一度は前に出るも、最後の直線で四釜に抜き返され惜しくも5位には届かず。それでも順位を1つ上げ区間5位と安定した走りを見せた。
11月6日、大学初となる全日本大学駅伝に出場。5区を担当し6位で襷を受けると、2秒前にいた青山学院・岸本大紀に追いつき並走を続ける。8km過ぎに岸本を振り切ると、早大と順大もかわし一時3位まで浮上。最終的には4位で通過し、区間3位の好走で順位を2つ上げた。創価大は初出場ながら総合5位と健闘しシード権を獲得。
第99回箱根駅伝では3年連続で4区に出走したが、区間8位に終わり6位から7位に後退(創価大は総合8位でシード権を獲得)。

### 実業団時代
卒業後も競技の方は継続し、GMOインターネットグループに所属。

## 人物
網膜色素変性症という持病を患っている。嶋津と同級生で同じ持病を患っている永井大育が創価大学に入学することを知り、自分も創価大学に入学することを決めた。
座右の銘は、「気分さえ上がれば大抵のことはうまくいくもの」である。
趣味は、ライトノベルを書くこと。好きなタレントには猫又おかゆや花譜といったVtuberの名前を挙げている。

## 戦績・記録

### 大学三大駅伝戦績
| 学年               | 出雲駅伝                    | 全日本大学駅伝              | 箱根駅伝                                    |
| ------------------ | --------------------------- | --------------------------- | ------------------------------------------- |
| 1年生 （2018年度） | 第30回 - - - 不出場         | 第50回 - - - 不出場         | 第95回 - - - 不出場                         |
| 2年生 （2019年度） | 第31回 - - - 不出場         | 第51回 - - - 不出場         | 第96回 10区-区間賞 1時間08分40秒 区間新記録 |
| 3年生 （2020年度） | 第32回 （開催中止）         | 第52回 - - - 不出場         | 第97回 4区-区間2位 1時間02分49秒            |
| 4年生 （2021年度） | 第33回 6区-区間9位 31分11秒 | 第53回 - - - 不出場         | 第98回 4区-区間賞 1時間01分08秒             |
| 4年生 （2022年度） | 第34回 6区-区間5位 29分58秒 | 第54回 5区-区間3位 36分10秒 | 第99回 4区-区間8位 1時間02分20秒            |

## 自己ベスト
- 5000m - 13分33秒83
- 10000m - 28分14秒23
- ハーフマラソン - 1時間01分32秒
- フルマラソン₋2時間11分20秒